# 上告
上告（じょうこく）とは、民事訴訟・刑事訴訟の裁判過程における上訴の一つ。
日本において、
1. 第二審の終局判決もしくは高等裁判所が第一審としていた終局判決（原判決）に対して不服があるとき
2. 飛越上告の合意がある場合において第一審のした終局判決に対して不服があるとき

これらの場合に上級の裁判所に対し、原判決の取消し又は変更を求める申し立てをいう。
上告審となる裁判所は、原則として最高裁判所であるが、民事訴訟において第一審の裁判所が簡易裁判所の場合、高等裁判所が審理を行う。

## 概要
上告理由は控訴理由と比べ限定されており、刑事訴訟法・民事訴訟法によってそれぞれ以下の場合に限られている。
- 刑事訴訟の場合（刑事訴訟法405条）
  - 判決に憲法の違反があること又は憲法の解釈に誤りがあること（1号）
  - 最高裁判所の判例と相反する判断をしたこと（2号）
  - 最高裁判所の判例がない場合に、大審院若しくは上告裁判所たる高等裁判所の判例又は刑事訴訟法施行後の控訴裁判所たる高等裁判所の判例と相反する判断をしたこと（3号）
- 民事訴訟の場合（民事訴訟法312条）
  - 判決に憲法の解釈の誤りがあること、その他憲法の違反があること（1項）
  - 法律に従って判決裁判所を構成しなかったこと（2項1号）
  - 法律により判決に関与することができない裁判官が判決に関与したこと（同項2号）
  - 日本の裁判所の管轄権の専属に関する規定に違反したこと（同項2号の2）
  - 専属管轄に関する規定に違反したこと（特許権等に関する訴えにつき、民事訴訟法6条1項により定まる東京地方裁判所か大阪地方裁判所かの選択を誤った場合を除く）（同項3号）
  - 法定代理権、訴訟代理権又は代理人が訴訟行為をするのに必要な授権を欠いたこと（追認があった場合を除く）（同項4号）
  - 口頭弁論の公開の規定に違反したこと（同項5号）
  - 判決に理由を付せず、又は理由に食違いがあること（理由の不備・理由の齟齬）（同項6号）
  - （高等裁判所にする上告の場合）判決に影響を及ぼすことが明らかな法令の違反があること（3項）

以上のように上告理由が限られているため、上告審では「上告理由に当たらない」として上告が棄却されることがほとんどである。
民事で、上告すべき裁判所が最高裁判所である場合は、上告理由がなくても、上告受理の申立てをすることができる。判例違反やその他の法令の解釈に関する重要な事項を含むものと認められる事件については、最高裁は、上告審として事件を受理することができ、その場合には上告があったものとみなされる（民事訴訟法318条）。
また、刑事訴訟では、上告理由がなくても、法令の解釈に関する重要な事項を含むものと認められる事件については、上訴権者の申立てにより、自ら上告審としてその事件を受理することができる（刑訴法406条、刑訴規則257条 - 264条）。さらに、刑訴法405条各号に規定する事由がない場合であっても、一定の事由があって原判決を破棄しなければ著しく正義に反すると認めるときは、判決で原判決を破棄することができる（刑訴法411条。「著反正義による職権破棄」と呼ばれる。）。
このほか、民事訴訟では特別上告（とくべつじょうこく）、刑事訴訟では非常上告（ひじょうじょうこく）という例外的な上告がある。

## 上告審の性格及び上告審での審理
上告審の法的性格は法律審であり、原則として上告審では原判決に憲法違反や法律解釈の誤りがあるかを中心に審理される。原則として上告審は、下級審の行った事実認定に拘束されるが（民事訴訟法311条1項）、民事訴訟においては事実認定に経験則違反がある場合、事実認定の理由に食違い（矛盾）がある場合には原判決を破棄することがある。刑事訴訟においても、判決に影響を及ぼすべき重大な事実の誤認があって原判決を破棄しなければ著しく正義に反すると認めるときには、原判決を破棄することができる（刑訴法第411条3号）。
上告審が法律審であるとの性格から、原則として証拠調べを行うことはない。
このこともあり、上告を棄却するときは、口頭弁論を経る必要はないとされており（民事訴訟法319条、刑訴法408条）、実際に上告審で弁論が行われることはほとんどなく、書面での審理に限られるのが普通である。これに対し、原判決を変更する場合には、被上告人にも反論の機会を与える必要があるから、口頭弁論を開催する必要がある（民事訴訟法87条1項本文、刑訴法43条1項）。そのため、上告審で口頭弁論が開かれるということは、原判決を何らかの形で見直すことを事実上意味するといえる。ただ、死刑判決に対する上告事件と大法廷の審理は原則として公判ないし口頭弁論が開かれる慣行があり、公判ないし口頭弁論が開かれたからといって原判決が見直されるとは限らない。なお、上告審で死刑判決が破棄されたのは2009年9月時点で12例（11件・16人）だけである。
無期懲役判決に対する上告審で口頭弁論が開かれながら、上告棄却の判決が言い渡された事例として、国立市主婦殺害事件（1992年10月20日に発生）がある。同事件では、1999年10月に検察官の上告を受けて最高裁第二小法廷（福田博裁判長）が口頭弁論を開いたが、同小法廷は同年11月に上告棄却の判決を言い渡したため、控訴審判決（無期懲役）が確定している。
なお、原判決の基本となる口頭弁論に関与していない裁判官が判決書に署名押印していることを理由として原判決を破棄し、高等裁判所に事件を差し戻す場合には、口頭弁論を経なくてもよいという判例がある（最高裁平成19年1月16日判決）。

## 上告審における裁判
民事訴訟において、上告が不適法である場合には決定で上告を却下することができる（民事訴訟法317条1項）。上告理由が、上告が許される事由に明らかに該当しない場合は決定で上告を棄却することができる（同条2項）。上告に理由がない場合には判決で上告を棄却する（同法319条）。
最高裁判所が上告審の場合については、最高裁判所平成11年（1999年）3月9日第三小法廷決定・集民第192号99頁によると、上告の理由の実質が明らかに民事訴訟法312条1項及び2項に規定する事由に該当しない上告であっても、上告裁判所である最高裁判所が決定で棄却することができるにとどまり（民事訴訟法317条2項）、原裁判所又は上告裁判所が民事訴訟法316条1項又は317条1項によって却下することはできない。
刑事訴訟においては上告が不適法である場合には決定で上告を棄却する（刑事訴訟法414条、385条、395条）。上告に理由がない場合には判決で上告を棄却する（刑事訴訟法408条）。
上告が却下又は棄却された場合には、原判決が確定する。
上告に理由がある場合又は最高裁判所の職権調査で原判決を維持できないことが判明した場合には、原判決を破棄する。法律審としての建前からは、原判決を破棄する場合、原裁判所（控訴審が行なわれた裁判所。高等裁判所が第一審の場合にはその高等裁判所）に差し戻して審理させることが普通である（民事訴訟法325条。刑事訴訟法413条本文）。このことを破棄差戻しという。これは、民事事件の上告審では法律審であるため事実調べができず、刑事事件でも事実認定が不十分な場合は事実審である下級審で再度必要な審理をさせる必要があるからである。これに対して、判決を確定させないことによって、当事者の双方に主張を述べさせる機会を与えるためである、あるいは、上告審は書面審理が原則のため、書面審理のみで判決を確定させるのは問題があるためであるという見解もある。差戻し後の判決にさらに上告することも可能であり、上告→差戻し→上告→差戻し、と繰り返し、裁判が長期化した例もある。
また、管轄違い等により原判決を取り消し、原審とは別の裁判所に移送すること（民事訴訟法第325条第2項、刑事訴訟法第412-413条）を破棄移送という。
原裁判所に差し戻さず、原判決を破棄して最高裁判所が自ら判決し、上告審で判決を確定させることを破棄自判という。これは、
- 裁判が長期化することにより不利益がある場合
- 民事事件において下級審の認定した事実だけで原審と違う判決が下せる場合
- 刑事裁判において被告人に有利な方向に判断を変更する場合で、これ以上審理する必要がない場合

などに行われることがある（民事訴訟法326条、刑事訴訟法413条ただし書）。

## 上告審の例

### 死刑判決に対する上告審で死刑判決が破棄された例
| 最高裁破棄判決日 | 被告人 | 事件                       | 最高裁判決内容 | 最高裁判決内容 | 発生日         | 二審死刑判決日 | 最終判決  |
| 最高裁破棄判決日 | 被告人 | 事件                       | 種類           | 事由           | 発生日         | 二審死刑判決日 | 最終判決  |
| ---------------- | ------ | -------------------------- | -------------- | -------------- | -------------- | -------------- | --------- |
| 1953年6月4日     | 1人    | 競輪殺人事件               | 破棄自判       | 量刑不当       | 1951年9月11日  | 1952年9月29日  | 無期懲役  |
| 1953年7月10日    | 1人    | 京都八坂老女将強盗殺人事件 | 破棄差戻       | 法令違反       | 1949年10月18日 | 1950年8月9日   | 無期懲役  |
| 1953年11月27日   | 1人    | 二俣事件                   | 破棄差戻       | 事実誤認       | 1950年1月6日   | 1951年9月29日  | 無罪      |
| 1957年2月14日    | 3人    | 幸浦事件                   | 破棄差戻       | 事実誤認       | 1948年11月29日 | 1951年5月8日   | 無罪      |
| 1957年10月15日   | 1人    | 八海事件                   | 破棄差戻       | 事実誤認       | 1951年1月25日  | 1953年9月18日  | 無罪      |
| 1959年8月10日    | 4人    | 松川事件                   | 破棄差戻       | 事実誤認       | 1949年8月17日  | 1953年12月22日 | 無罪      |
| 1968年10月25日   | 1人    | 八海事件                   | 破棄自判       | 事実誤認       | 1951年1月25日  | 1965年8月30日  | 無罪      |
| 1970年7月31日    | 1人    | 仁保事件                   | 破棄差戻       | 事実誤認       | 1954年10月24日 | 1968年2月14日  | 懲役6ヶ月 |
| 1978年3月24日    | 1人    | 大方町7人殺傷事件          | 破棄差戻       | 事実誤認       | 1969年1月4日   | 1975年4月30日  | 無期懲役  |
| 1989年6月22日    | 1人    | 山中事件                   | 破棄差戻       | 事実誤認       | 1972年5月14日  | 1982年1月19日  | 懲役8年   |
| 1996年9月20日    | 1人    | 日建土木事件               | 破棄自判       | 量刑不当       | 1977年1月7日   | 1988年3月11日  | 無期懲役  |
| 2010年4月27日    | 1人    | 平野母子殺害事件           | 破棄差戻       | 事実誤認       | 2002年4月14日  | 2006年12月15日 | 無罪      |

### 死刑を求めた検察官の上告を認容した判決
過去に最高裁が死刑判決を求めた上告を認容して原判決を破棄にした例は3例（永山則夫連続射殺事件・福山市独居老婦人殺害事件・光市母子殺害事件）あるが、全て控訴審の無期懲役判決を破棄差し戻しとしており、その後いずれも差し戻し控訴審で下された死刑判決が第二次上告審で確定している。刑訴法上は最高裁が破棄自判によって死刑を言い渡すことも可能である。